# Batalla de Tabfarilla
La batalla de Tabfarilla fue un conflicto militar entre dos tribus sanhajas antiguamente aliadas, los lamtunas y los gudalas. Los lamtunas formaron el núcleo de los almorávides después de que los gudalas rompieran la alianza.
El emir almorávide Yahya ibn Umar al-Lamtuni fue enviado contra los gudalas. La batalla tuvo lugar entre el 21 de marzo y el 19 de abril de 1056 en un lugar llamado Tabfarilla, cerca de Azougui, en la meseta de Adrar de la actual Mauritania. Los almorávides, aunque reforzados por los Takrur, fueron derrotados por los gudalas y Yahya ibn Umar cayó en batalla.
El geógrafo Abdallah al-Bakri relata en su Libro de rutas y reinos una leyenda que en el campo de batalla de Tabfarilla las llamadas de unos muecines fantasmas ahuyentaron a los saqueadores.